# Laurent Courtois
Laurent Courtois (Lyon, Francia, 11 de septiembre de 1978) es un exfutbolista y entrenador francés. Actualmente está sin club.

## Carrera como jugador
Courtois comenzó su carrera en las categorías inferiores del club francés Olympique Lyon. En la temporada 1998-99 se trasladó al AC Ajaccio de la Ligue 2, donde adquirió su primera experiencia. Después de una buena temporada con el Ajaccio, se trasladó al Toulouse, donde ayudó al club a ascender a la Ligue 1. Después de una exitosa segunda temporada, fue transferido al West Ham United de Inglaterra.Después de 18 meses infructuosos con sólo siete apariciones en la Premier League, Courtois se marchó a Francia.
En enero de 2003, fichó por el FC Istres para reiniciar su carrera.En dos años en el club disputó 74 partidos de liga y marcó 9 goles. En 2005, se unió al Levante de La Liga española y permaneció allí durante tres años.En 2008 regresó a Francia y se incorporó al Grenoble.Ayudó al club a conseguir el ascenso a la Ligue 1 durante la temporada 2008-09.
Durante la segunda mitad de la Major League Soccer 2011, Courtois firmó con Chivas USA.Después de un breve juicio, Courtois firmó con Los Angeles Galaxy, rivales en julio de 2013.Tras fichar por la filial del Galaxy como jugador/entrenador, anunció su retirada el 15 de agosto de 2014 para obtener sus credenciales de entrenador de la FFF.

## Carrera como entrenador
Después de su retiro, Courtois regresó a Francia para trabajar con las Reservas y la Academia del Olympique Lyon en las que se había desarrollado.Regresó a los Estados Unidos en 2019 para unirse a las academias del Columbus Crew de la Major League Soccer.
El 28 de enero de 2022, Courtois fue nombrado entrenador inaugural del Columbus Crew 2 antes de la primera temporada de MLS Next Pro.A finales de año, fue nombrado Entrenador del Año luego de llevar al club hacia su primer campeonato.En la siguiente temporada, alcanzó la final del torneo pero cayó ante el Austin FC II por 3-1.Finalmente, el 8 de enero de 2024, presentó la renuncia a su cargo.
En enero de 2024, fue oficializado como entrenador del CF Montréal. En marzo de 2025, fue relevado de sus funciones después de un mal comienzo en la temporada.

## Clubes

### Como jugador
| Club             | País           | Año       | Partidos | Goles |
| ---------------- | -------------- | --------- | -------- | ----- |
| AC Ajaccio       | Francia        | 1998-1999 | 30       | 5     |
| Toulouse         | Francia        | 1999-2001 | 53       | 4     |
| West Ham United  | Inglaterra     | 2001-2002 | 7        | 0     |
| FC Istres        | Francia        | 2003-2005 | 74       | 9     |
| Levante          | España         | 2005-2008 | 73       | 4     |
| Grenoble Foot 38 | Francia        | 2008-2011 | 62       | 5     |
| Chivas USA       | Estados Unidos | 2011-2013 | 33       | 3     |
| LA Galaxy        | Estados Unidos | 2013      | 6        | 0     |
| LA Galaxy II     | Estados Unidos | 2014      | 11       | 2     |

### Como entrenador
| Club              | País           | Año       |
| ----------------- | -------------- | --------- |
| Olympique Lyon II | Francia        | 2015-2018 |
| Columbus Crew 2   | Estados Unidos | 2022-2024 |
| CF Montréal       | Canadá         | 2024-2025 |